# The Real Thing
The Real Thing é o terceiro álbum de estúdio da banda norte-americana de rock Faith No More, lançado a 20 de junho de 1989 pela Slash Records. É o primeiro álbum da banda com Mike Patton como vocalista, que escreveu e gravou a maioria das músicas do disco, ao invés de Chuck Mosley. O álbum vendeu mais de 2 milhões de cópias em todo o mundo.
Antes de contratar Mike Patton, a banda gravou a parte instrumental de todas as músicas. Ficou para ele, no entanto, a missão de compor as letras das músicas, já que o grupo percebeu o talento do vocalista nesta questão.

## Recepção
É o álbum de maior sucesso do Faith No More, conseguindo disco de platina nos Estados Unidos, levando a banda a uma grande turnê mundial que durou 3 anos, tendo tocado na segunda edição do Rock In Rio, abrindo a noite para os Guns N' Roses e Billy Idol.
A canção "Epic" foi a responsável pelo estrondoso sucesso da banda, sendo considerada a musica mais conhecida do grupo além de seu videoclipe ter sido objecto de controvérsia, pois aparecia em câmara lenta a morte de um peixe; tendo depois o peixe regressado a um tanque vivo.

## Alinhamento de faixas
Todas as letras escritas por Mike Patton. 
| N.º | Título                                                                         | Compositor(es)                         | Duração |  |
| 1.  | "From Out of Nowhere"                                                          | Billy Gould, Roddy Bottum              | 3:21    |  |
| 2.  | "Epic"                                                                         | Gould, Bottum, Jim Martin, Mike Bordin | 4:51    |  |
| 3.  | "Falling to Pieces"                                                            | Gould, Bottum, Martin                  | 5:17    |  |
| 4.  | "Surprise! You're Dead!"                                                       | Patton, Martin                         | 2:25    |  |
| 5.  | "Zombie Eaters"                                                                | Gould, Bottum, Martin, Bordin          | 6:00    |  |
| 6.  | "The Real Thing"                                                               | Patton, Gould                          | 8:12    |  |
| 7.  | "Underwater Love"                                                              | Gould, Bottum                          | 3:36    |  |
| 8.  | "The Morning After"                                                            | Gould, Bottum, Martin                  | 3:40    |  |
| 9.  | "Woodpecker from Mars" (Instrumental)                                          | Martin, Bordin                         | 5:41    |  |
| 10. | "War Pigs" (Cover de Black Sabbath, ausente na edição em vinil)                | Butler, Iommi, Osbourne, Ward          | 7:42    |  |
| 11. | "Edge of the World" (Faixa 6 da edição em cassete, ausente na edição em vinil) | Gould, Bottum, Bordin                  | 4:10    |  |

## Créditos
- Mike Patton – Vocal
- Jim Martin – Guitarra
- Billy Gould – Baixo
- Roddy Bottum – Teclados
- Mike Bordin – Bateria